# تارناوا نگژنا
تارناوا نگژنا (به لهستانی:  Tarnawa Niżna) یک روستا در لهستان است که در گمینا لوتوویسکا واقع شده‌است. تارناوا نگژنا ۴۰ نفر جمعیت دارد.